# Любін (гміна)
Гміна Любін (пол. Gmina Lubin) — сільська гміна у південно-західній Польщі. Належить до Любінського повіту Нижньосілезького воєводства.
Станом на 31 грудня 2011 у гміні проживало 13750 осіб.

## Площа
Згідно з даними за 2007 рік площа гміни становила 290.15 км², у тому числі:
- орні землі: 51.00%
- ліси: 37.00%

Таким чином, площа гміни становить 40.75% площі повіту.

## Населення
Станом на 31 грудня 2011:
| Опис     | Загалом | Загалом | Чоловіки | Чоловіки | Жінки | Жінки |
| -------- | ------- | ------- | -------- | -------- | ----- | ----- |
| одиниця  | осіб    | %       | осіб     | %        | осіб  | %     |
| все      | 13750   | 100     | 6929     | 50.39    | 6821  | 49.61 |
| міське   | 0       | 100     | 0        |          | 0     |       |
| сільське | 13750   | 100     | 6929     | 50.39    | 6821  | 49.61 |

## Сусідні гміни
Гміна Любін межує з такими гмінами: Хоцянув, Хойнув, Куніце, Любін, Мілковіце, Польковіце, Проховіце, Рудна, Шцинава.